# 42 Persei
42 Persei, som är stjärnans Flamsteed-beteckning, är en dubbelstjärna belägen i den södra delen av stjärnbilden, Perseus som också har Bayer-beteckningen n Persei och variabelbeteckningen V467 Persei. Den har en genomsnittlig skenbar magnitud på ca 5,11 och är svagt synlig för blotta ögat där ljusföroreningar ej förekommer. Baserat på parallax enligt Gaia Data Release 2 på ca 10,8 mas, beräknas den befinna sig på ett avstånd på ca 302 ljusår (ca 93 parsek) från solen. Den rör sig närmare solen med en heliocentrisk radialhastighet av ca -12 km/s.

## Egenskaper
Primärstjärnan 42 Persei A är en blå till vit stjärna i huvudserien av spektralklass A3 V, och har rapporterats som en svag Am-stjärna, men detta anses dock vara tveksamt. Den har en massa som är ca 2 solmassor, en radie som är ca 3,5 solradier och utsänder ca 59 gånger mera energi än solen från dess fotosfär vid en effektiv temperatur på ca 8 900 K.
42 Persei är en förmörkelsevariabel av Beta Lyrae-typ (EB), som varierar mellan visuell magnitud +5,11 och 5,18 med en period av 1,7653511 dygn. Närmare studier av ljusvariationerna och omloppsbanan har visat att de viktigaste ljusstyrkeförändringarna beror på rotationen av den förvrängda primärstjärnan, även om det antas att den troliga böjningen av banan också kan medföra grunda förmörkelser.
42 Persei är en enkelsidig spektroskopisk dubbelstjärna med en omloppsperiod på 1,77 dygn och en excentricitet på endast 0,056. Den osynliga följeslagaren är troligen en svag röd dvärgstjärna med en massa om 38 procent av solens massa.